# Maichewia clypeocarinatus
Maichewia clypeocarinatus är en insektsart som beskrevs av Melichar 1911. Maichewia clypeocarinatus ingår i släktet Maichewia och familjen dvärgstritar. Inga underarter finns listade i Catalogue of Life.